# Našašće tijela sv. Marka
Našašće tijela sv. Marka je veliko ulje na platnu koje je Tintoretto naslikao od 1562. – 1566. godine. Slika je dio serije slika o Svetom Marku, svecu zaštitniku Venecije, koju je Tintoretto naslikao za "Školu sv. Marka" (Scuola di San Marco), a koja uključuje i Sveti Marko oslobađa roba (1548.) i Donošenje tijela svetog Marka (1562. – 66.). Djelo pripada razdoblju manirizma i jedno od najznačajnijih dostignuća manirističkoga slikarstva zbog asimetrične kompozicije, osebujne i naglašene dinamike izražene u pokretu likova, ali i po kolorističnim i svjetlosnim kontrastima.

## Odlike
Sliku je naručio Tommaso Rangone, „veliki čuvar” Škole sv. Marka u Veneciji.
Ova slika je kontinuirana naracija, što znači da je zastupljeno više trenutaka iste priče, a što stvara lirski spektakl i izražava vizionarsku predodžbu koja graniči s halucinacijom, i na taj način prizor krađe tijela postaje gotovo mitološki prikaz. Slika prikazuje kako su Mlečani zauzeti uklanjanjem leševa iz grobnica. Lijevo u prvom planu stoji duh samoga sveca s aureolom na glavi koji ih pokušava zaustaviti, jer mu je tijelo pronađeno, polegnuto blijedo na orijentalnom tepihu. U sredini platna kleči osoba koja svjedoči čudu, a ostali likovi uokolo su zapanjeni i prepadnuti. Neka mjesta se čine nedovršena (podne pločice su vidljive kroz odjeću i figure nekih likova). S desne strane nalazi se tamni čovjek u padu kao opsjednut demonom (nagovješteno vrpcom dima iznad njegove glave). Slika ima veliku kompoziciju s bljeskovima svjetlosti i boja, prepuno manirističke uznemirenosti i deformiranja oblika, čime nastaje čudesna sinteza između stvarnog i nestvarnog.
Slika ukazuje na istodobno postojanje različitih razina stvarnosti kroz uporabu niza slikarskih tehnika toskanskog i rimskog manirizma. Dezintegracija boje, naslijeđena iz Tizianovih kasnijih djela, vidljiva je u treperenju koje je poput mnoštva plamenova, u kontrastu sa sumornom i mutnom površinom platna. 

### Kompozicija
Na slici je izražena eksplozivna perspektiva gdje se vrh vizualne piramide podudara se s podignutom rukom sveca u lijevom donjem kutu koji obavlja čudo. Prostor je pomičan ˝ruši˝se u dubinu, povučen jakim, dugačkim dijagonalama arhitekture i naglo zaustavljen okomitim, tamnim zidom. Dinamički prijelazi kompozicijskih dijagonala i snažnih kontura naglašeni su uvrtanjem likova, prisutnih samo kao siluete. Rušenje prostora van i kočenje, ovaj put likovima koji svojim tijelima i pokretima preuzimaju dio prostranog dinamizma, saplečući se u kovitlac padanja, srljanja, različito usmjerenih pokreta, vezanih jedan za drugi. Dinamičnost otvorenih, suprotnih kretnji likova na balkonu još je linearnog karaktera, zbiva se na zidu arhitekture, i tek rukom tijela koje pada i sljedećim likovima, mnogostruko pokrenutim u svim smjerovima, postaje pravo kretanje u prostoru i uzrokuje gibanje, pomicanje samog prostora. Nadalje, privid pokretima razvedene i otvorene mase, koja se negira, dematerijalizira se i svjetlošću što dolazi iz nepostojećeg izvora, te razara i obris i površinu podređujući ih vlastitom samovoljnom kretanju. 
Ta svjetlost koja dolazi iz raznih izvora, izbija iz grobnica ili se širi u lukovim iz usta dugačke dvorane, poput noćnog zvuka u stubištima Sv. Marka, kontrastnim isprepletanjem svjetlosti i tame pomiče elemente arhitekture (zid s balkonima, vijence, svod s lukovima) iz granica njihove stabilnosti i oni se počinju kretati zajedno s likovima. Sraz fragmentiranih likova u svim smjerovima i uznemirene arhitekture ostavlja dojam nestabilnosti i opsjednutosti u prikazu nestvarne i tjeskobne pljačke groba.

## Poveznice
- Posljednja večera (Tintoretto)